# Fresnoy-lès-Roye
Fresnoy-lès-Roye là một xã ở tỉnh Somme, vùng Hauts-de-France, Pháp.

## Địa lý
Thị trấn này tọa lạc 25 dặm Anh về phía đồng nam của Amiens trên giao lộ giữa các tuyến đường D132 và đường D139, gần đường ô tô A1.

## Dân số
| 1962                                                         | 1968 | 1975 | 1982 | 1990 | 1999 |
| ------------------------------------------------------------ | ---- | ---- | ---- | ---- | ---- |
| 239                                                          | 275  | 259  | 278  | 269  | 266  |
| Số liệu điều tra dân số từ năm 1962, dân số không tính trùng |      |      |      |      |      |